# Петалидион
Петали́дион (греч. Πεταλίδιον ή Πεταλίδι) — малый город в Греции, на северо-западном побережье залива Месиниакос Ионического моря на юго-западной оконечности Пелопоннеса к северо-западу от мыса Акритас, у мыса Петалиди. Расположен у подножия горы Ликодимон, на высоте 21 метр над уровнем моря, в 195 километрах к юго-западу от Афин, в 20 километрах к юго-западу от Каламаты и в 14 километрах к юго-западу от аэропорта «Капитан-Василис-Констандакопулос». Входит в общину (дим) Месини в периферийной единице Месинии в периферии Пелопоннес. Население 1065 жителей по переписи 2011 года.
Петалидион находится к юго-западу от Спарты, Триполиса и Месини, к северу от Корони, к северо-востоку от Пилоса, юго-востоку от Гаргальяни, Филиатры и Кипарисии.
Национальная дорога 82 (Пилос — Спарта) проходит в 5 километрах к северу от Петалидиона. Ближайшие железнодорожные станции, закрытые в 2011 году, — «Каламата» и станция в Арисе на линии Коринф — Каламата.

## Инфраструктура
Петалидион обладает развитой инфраструктурой, которая включает в себя школы, почту, банки, гостиницы, православные храмы и часовни, здание администрации, площадь, порт, а также множество таверн и ряд пляжей. Большинство социально-значимых зданий и организаций расположено вдоль побережья.
Общая протяжённость города составляет около одного километра. Действует городской транспорт.

## Достопримечательности
В центре города расположена православная церковь Айос-Николаос в честь святителя Николая Чудотворца.
В Аспрохоме расположен женский скит в честь иконы Божией Матери «Скоропослушница», относящийся к юрисдикции старостильной Церкви истинно-православных христиан Греции (Синод Хризостома).

## Сообщество Петалидион
В местное сообщество Петалидион входит шесть населённых пунктов. Население 1244 жителя по переписи 2011 года. Площадь 10,775 квадратных километров.
| Населённый пункт | Население (2011), человек |
| ---------------- | ------------------------- |
| Бостанья         | 15                        |
| Карья            | 30                        |
| Петалидион       | 1065                      |
| Сикалорахи       | 0                         |
| Дзанес           | 79                        |
| Фори             | 55                        |

## Население
| Год  | Население, человек |
| ---- | ------------------ |
| 1991 | 1130               |
| 2001 | 1187               |
| 2011 | ↘ 1065             |

### Известные уроженцы и жители
- Хризостом (Алемангос) (1929—2010) — митрополит Австралийский.